# Słonecznik dziesięciopłatkowy
Słonecznik dziesięciopłatkowy (Helianthus decapetalus L.) – gatunek rośliny z rodziny astrowatych. Pochodzi ze środkowej i wschodniej części Ameryki Północnej, poza tym rozprzestrzeniony jako roślina ozdobna. Uprawiany i dziczejący jest także w Polsce.

## Morfologia
ŁodygaOsiąga 1-1,5 m wysokości. Przynajmniej w dolnej części jest gładka, w górze krótko, przylegająco owłosiona.
LiścieUlistnienie naprzeciwległe, ew. na szczycie pędu skrętoległe. Liście cienkie, wyraźnie grubo piłkowane, od góry nagie lub słabo szorstkie, od spodu miękko owłosione.
KwiatyZebrane w kwiatostany typu koszyczek, które na pędzie wyrastają często w znacznej liczbie. Koszyczki otulone są okrywą złożoną z luźnych, wąskich listków. Brzeżne kwiaty języczkowe są żółte, mają długość 1–2,5 cm i zwykle występują w liczbie ok. 10. Środkowe kwiaty rurkowe są drobne, ale ich korony też są żółte.
Gatunek podobnyW Europie Środkowej często nie odróżniany od słonecznika bulwiastego, od którego różni się nagimi (przynajmniej w dole) łodygami, niższym wzrostem, cieńszymi i nagimi od góry lub słabo szorstkimi liśćmi.